# Клингштет, Тимофей Иванович
Тимофей Иванович Клингштет (нем. Timotheus Merzahn v. Klingstädt; 1710—1786) — действительный статский советник, вице-президент юстиц-коллегии лифляндских и эстляндских дел.
Был одним из членов-основателей Вольного экономического общества и инициатором издания «Трудов» этого общества, первая книжка которых (за 1765 год) начинается его «Предуведомлением», развивающим программу журнала. Поместил в тех же «Трудах» ряд статей по травосеянию, винокурению, льноводству, домоводству и т. д.; хлопотал о поощрении соревнования производителей, благодаря чему общество учредило ряд премий (например, за изготовление 5 фунтов тонких ниток давалось 30 руб. или подвенечное платье). В 1770-х годах Клингштет несколько раз избирался президентом Общества. Участвовал в переводе на немецкий язык известного Наказа Екатерины II («Ihre Kaiserliche Majestät Instruction für die zur Verfertigung eines Entwurfs zu einem neuen Gesetzbuche verordnete Commission», M., 1767).
В 1764 году в чине статского советника был назначен вице-президентом юстиц-коллегии лифляндских и эстляндских и финляндских дел; а 1767 году был депутатом от юстиц-коллегии в Большой Комиссии и членом частной «комиссии об училищах и призрения требующих». В 1771 году оставил должность президента и принимал участие в работах «комиссии о коммерции».

## Труды
- Memoires sur les Samojedes et les Lappons (Konigsberg, 1762 г.)